# Rusłan Aszuralijew
Rusłan Nuralijewicz Aszuralijew (ros. Руслан Нуралиевич Ашуралиев; ur. 20 lutego 1950 w Machaczkale, zm. 27 listopada 2009 tamże) – radziecki zapaśnik startujący w stylu wolnym. Dwukrotny olimpijczyk. Brązowy medalista z Monachium 1972 i czwarty w Montrealu 1976. Walczył w kategorii 68 – 74 kg.
Mistrz świata w 1974 i 1975. Mistrz Europy w 1974. Pierwszy w Pucharze Świata w 1976; drugi w 1973 i 1975; czwarty w 1977.
Mistrz ZSRR w 1971, 1973, 1974, 1976 i 1977; drugi w 1970, 1972, 1975; trzeci w 1978 roku.